# カステルヌオーヴォ・ベラルデンガ
カステルヌオーヴォ・ベラルデンガ (伊: Castelnuovo Berardenga) は、イタリア共和国トスカーナ州シエーナ県にある、人口約9,000人の基礎自治体（コムーネ）。

## 地理

### 位置・広がり

#### 隣接コムーネ
隣接するコムーネは以下の通り。括弧内のARはアレッツォ県所属を示す。
- アシャーノ
- ブーチネ (AR)
- カステッリーナ・イン・キアンティ
- ガイオーレ・イン・キアンティ
- モンテリッジョーニ
- ラッダ・イン・キアンティ
- ラポラーノ・テルメ
- シエーナ

### 気候分類・地震分類
カステルヌオーヴォ・ベラルデンガにおけるイタリアの気候分類 (it) および度日は、zona D, 2099 GGである。
また、イタリアの地震リスク階級 (it) では、zona 3 (sismicità bassa) に分類される。

## 行政

### 分離集落
カステルヌオーヴォ・ベラルデンガには、以下の分離集落（フラツィオーネ）がある。
- Casetta, Monteaperti, Pianella, Pievasciata, Ponte a Bozzone, Quercegrossa, San Giovanni a Cerreto, San Gusmè, Vagliagli, Villa a Sesta

## 文化・観光
「スローシティ」加盟都市である。